# Elecciones al Congreso de los Diputados de abril de 2019 (Ávila)
Las elecciones al Congreso de los Diputados de 2019 se celebraron en la Provincia de Ávila el domingo 28 de abril, como parte de las elecciones generales convocadas por Real Decreto dispuesto el 4 de marzo de 2019 y publicado en el Boletín Oficial del Estado el día siguiente. Se eligieron los 3 diputados del Congreso correspondientes a la circunscripción electoral de Ávila, mediante un sistema proporcional (método d'Hondt) con listas cerradas y un umbral electoral del 3%.

## Resultados
Los comicios depararon 1 escaño al Partido Popular al Partido Socialista Obrero Español y a Ciudadanos. 
| Candidatura                                          | Candidatura                                          | Votos   | %                                       | Escaños                                 |
| ---------------------------------------------------- | ---------------------------------------------------- | ------- | --------------------------------------- | --------------------------------------- |
|                                                      | Partido Popular (PP)                                 | 31 904  | 31,40                                   | 1                                       |
|                                                      | Partido Socialista Obrero Español (PSOE)             | 26 318  | 25,90                                   | 1                                       |
|                                                      | Ciudadanos-Partido de la Ciudadanía (Cs)             | 19 028  | 18,73                                   | 1                                       |
| Vox (Vox)                                            | Vox (Vox)                                            | 14 586  | 14,36                                   | 0                                       |
| Unidas Podemos (Podemos-IU-Equo)                     | Unidas Podemos (Podemos-IU-Equo)                     | 7666    | 7,55                                    | 0                                       |
| Partido Animalista Contra el Maltrato Animal (PACMA) | Partido Animalista Contra el Maltrato Animal (PACMA) | 663     | 0,65                                    | 0                                       |
| Actúa (PACT)                                         | Actúa (PACT)                                         | 345     | 0,34                                    | 0                                       |
| Recortes Cero-Grupo Verde (R0-GV)                    | Recortes Cero-Grupo Verde (R0-GV)                    | 168     | 0,17                                    | 0                                       |
| Por un Mundo Más Justo (PUM+J)                       | Por un Mundo Más Justo (PUM+J)                       | 109     | 0,11                                    | 0                                       |
| Falange Española de las JONS (FE de las JONS)        | Falange Española de las JONS (FE de las JONS)        | 94      | 0,94                                    | 0                                       |
| Votos válidos                                        | Votos válidos                                        | 100 881 | 100,00                                  | 3                                       |
| Votos nulos                                          | Votos nulos                                          | 1417    | Participación: · \| \| 79,77 % \| 4,18% | Participación: · \| \| 79,77 % \| 4,18% |
| Votantes                                             | Votantes                                             | 103 018 | Participación: · \| \| 79,77 % \| 4,18% | Participación: · \| \| 79,77 % \| 4,18% |
| Electores                                            | Electores                                            | 129 143 | Participación: · \| \| 79,77 % \| 4,18% | Participación: · \| \| 79,77 % \| 4,18% |
|                                                      | 79,77 %                                              |         |                                         |                                         |

## Diputados electos
Relación de diputados electos:
| N.º | Nombre                           | Lista | Lista |
| --- | -------------------------------- | ----- | ----- |
| 1   | Alicia García Rodríguez          |       | PP    |
| 2   | María Margarita Robles Fernández |       | PSOE  |
| 3   | Manuel Hernández Muñoz           |       | Cs    |